# 1975 في فنلندا
فيما يلي قوائم الأحداث التي وقعت خلال عام 1975 في فنلندا.

## ظهور
- 1 يناير – عام الأرنب البري رواية من تأليف أرتو بآسيلينا.

## كتب
من الكتب التي صدرت هذه السنة في فنلندا:
- 1 يناير – عام الأرنب البري من تأليف أرتو بآسيلينا.

## مواليد

### فبراير
- 21 فبراير – توماس كيتولا لاعب كرة مضرب فنلندي.

### مارس
- 31 مارس – توني جاردميستر سائق رالي فنلندي.

### أبريل
- 11 أبريل – جاني باسونين سائق رالي فنلندي.
- 19 أبريل – يوسي ياسكيلاينن لاعب كرة قدم فنلندي.[1]

### مايو
- 21 مايو – يوسو بوكاليستو سائق رالي فنلندي.
- 22 مايو – يان تونو سائق رالي فنلندي.

### يوليو
- 17 يوليو – دارود[2]

### أغسطس
- 4 أغسطس – يوتا أوربيلاينن سياسية فنلندية.[3]